# Нмеча, Лукас
Лукас Окечукву Нмеча (англ. Lukas Okechukwu Nmecha; род. 14 декабря 1998, Гамбург) — немецкий и английский футболист, нападающий клуба «Лидс Юнайтед» и сборной Германии.

## Клубная карьера
Нмеча является воспитанником футбольного клуба «Манчестер Сити». В сезоне 2016/2017 провёл за молодёжную команду 17 встреч, забил девять мячей. За основную команду дебютировал 19 декабря 2017 года в матче 1/4 финала Кубка Английской лиги против «Лестер Сити», выйдя на замену на 88-й минуте матча вместо Брахима Диаса. В том матче Нмеча забил гол в послематчевой серии пенальти, который помог «горожанам» выйти в полуфинал. 29 апреля 2018 Нмеча дебютировал в рамках АПЛ, выйдя на замену в матче против «Вест Хэм Юнайтед».
9 августа 2018 «Манчестер Сити» отдал Нмечу в аренду в «Престон Норт Энд», выступающий в Чемпионшипе. В составе «Престона» Нмеча провел 41 матч в Чемпионшипе, забил 3 гола. По окончании сезона форвард вернулся в расположение «Манчестер Сити». 3 августа 2019 года «Вольфсбург» арендовал нападающего на полсезона, за которые он провёл 6 матчей, но голами не отметился. Вторую часть сезона Лукас провёл в английском «Мидлсбро» из Чемпионшипа. В составе «Боро» немец сыграл 11 матчей, но голами так же не отметился. 20 августа 2020 года «Горожане» отдали Нмечу в аренду бельгийскому «Андерлехту». В Брюсселе он наиграл 31 в Лиге Жюпилер, забив 14 голов и отдав 3 голевые передачи.
16 июля 2021 года вернулся в «Вольфсбург» на полноценной основе. 15 июня 2025 года «Лидс Юнайтед» объявил о договоренности с Лукасом о переходе на правах свободного агента. Двухлетний контракт вступил в силу 1 июля. Дебютировал в составе «белых» 18 августа, в домашнем матче первого тура АПЛ против «Эвертона» (1:0), в котором вышел на замену на 78 минуте вместо Джоэла Пиру, а на 84 минуте с пенальти забил свой дебютный гол.

## Карьера в сборной
С 15 лет вызывался в юношеские сборные Англии различных возрастов. Победитель чемпионата Европы 2017 года среди юношей до 19 лет. На турнире сыграл четыре встречи, в том числе вышел в стартовом составе на финальную игру, где забил победный мяч.
В 2019 году принял решение выступать за сборную страны, в которой родился — Германии. Был вызван в состав молодёжной сборной для участия в Чемпионате Европы 2019 года среди молодёжных команд. Летом 2021 года Лукас выиграл Чемпионат Европы U-21. В составе сборной Германии, он стал лучшим бомбардиром, забив 4 мяча.
11 ноября 2021 дебютировал за основную сборную Германии в матче отбора на чемпионат мира по футболу 2022 в Катаре, в перерыве матча с Лихтенштейном вышел на замену вместо Йонаса Хоффмана. За 45 минут, проведённых на поле, голевыми действиями не отметился, игра закончилась со счётом 9:0 в пользу немцев.

## Личная жизнь
Родился в Германии в семье выходцев из Нигерии, но в раннем возрасте переехал в Великобританию. Его младший брат, Феликс, также является профессиональным футболистом.